# Gigantogryllacris excelsa
Gigantogryllacris excelsa är en insektsart som först beskrevs av Brunner von Wattenwyl 1888.  Gigantogryllacris excelsa ingår i släktet Gigantogryllacris och familjen Gryllacrididae. Inga underarter finns listade i Catalogue of Life.